# Se t'incontro t'ammazzo
Se t'incontro t'ammazzo è un film del 1971, diretto da Gianni Crea.

## Trama
La fattoria di Jack Forrest viene attaccata da alcuni banditi. Rientrato dal lavoro, Jack trova la famiglia sterminata ma il padre morente riesce a comunicargli che il responsabile è Grandel, un uomo misterioso di cui non si sa nulla. Jack parte alla ricerca dei responsabili, uno dei killer di Grandel è Dexter, un pistolero cinico e sanguinario che in una successiva rapina elimina i suoi compagni per tenersi tutto il bottino. Jack riesce a trovarlo morente (dopo uno scontro con alcuni compagni superstiti) e a farlo parlare, scopre così che l'oro della rapina è nascosto nel cimitero di Whintroph e che Grandel è un nome fittizio di uno dei maggiorenti del paese. Dopo molte indagini, aiutato da un misterioso pistolero, riesce a scoprire la vera identità di Grandel: il proprietario della Black Edward, Mr. Parker.